# L'Affaire Asunta
L'Affaire Asunta (El caso Asunta) est une mini-série dramatique espagnole créée par Ramón Campos, Gema R. Neira, Jon de la Cuesta et David Orea, diffusée le 2 mai 2024 sur Netflix. Elle traite de l'affaire Asunta Basterra, l'infanticide de la jeune adolescente Asunta Basterra Porto, perpétré en Galice, dans la région de Saint-Jacques-de-Compostelle, en 2013.

## Synopsis
La série relate un fait divers atroce qui a défrayé la chronique en Galice et dans toute l'Europe: le meurtre de la jeune Asunta Basterra, après que ses parents Rosario Porto et Alfonso Basterra annoncent sa disparition le 21 septembre 2013.  
Le corps de l'enfant est retrouvé près de la ville de Saint-Jacques-de-Compostelle. 

## Distribution
- Candela Peña (VF : Daria Levannier) : Rosario Porto Ortega, la mère
- Tristán Ulloa (VF : Thierry Wermuth) : Alfonso Basterra, le père
- Javier Gutiérrez (VF : Pierre Tessier) : le juge Luis Malvar (inspiré du juge José Antonio Vázquez Taín)
- María León (VF : Alice Taurand) : la gendarme Cristina Cruces de la Garde civile
- Carlos Blanco (VF : Féodor Atkine) : le gendarme Javier Ríos
- Francesc Orella (VF : Mathieu Buscatto) : l'avocat Juanjo Domínguez
- Ricardo de Barreiro (es) (VF : Jérémy Bardeau) : le procureur Pedro Belategui
- Iris Wu (VF : Bianca Tomassian) : l'enfant Asunta Yong Fang Basterra Porto (la victime)
- Raúl Arévalo (VF : Boris Rehlinger) : Rodrigo Serrano, l'avocat des parents
- Celso Bugallo (VF : Jacques Bouanich) : Eloy Malvar, le père du juge Malvar.
- Alicia Borrachero (VF : Delphine Braillon) : Elena Garrido, l'avocate.
- Santi Prego : Rubén Díaz

Version française dirigée par Danièle Bachelet au studio Dubbing Brothers, d'après une adaptation des dialogues de Laurence Duseyau et Barbara Liétaer.
 Source et légende : version française (VF) sur RS Doublage et cartons du doublage français.